# Chrysosplenium glechomifolium
Chrysosplenium glechomifolium är en stenbräckeväxtart som beskrevs av Thomas Nuttall, John Torrey och Gray. Chrysosplenium glechomifolium ingår i släktet gullpudror, och familjen stenbräckeväxter. Inga underarter finns listade i Catalogue of Life.

## Bildgalleri

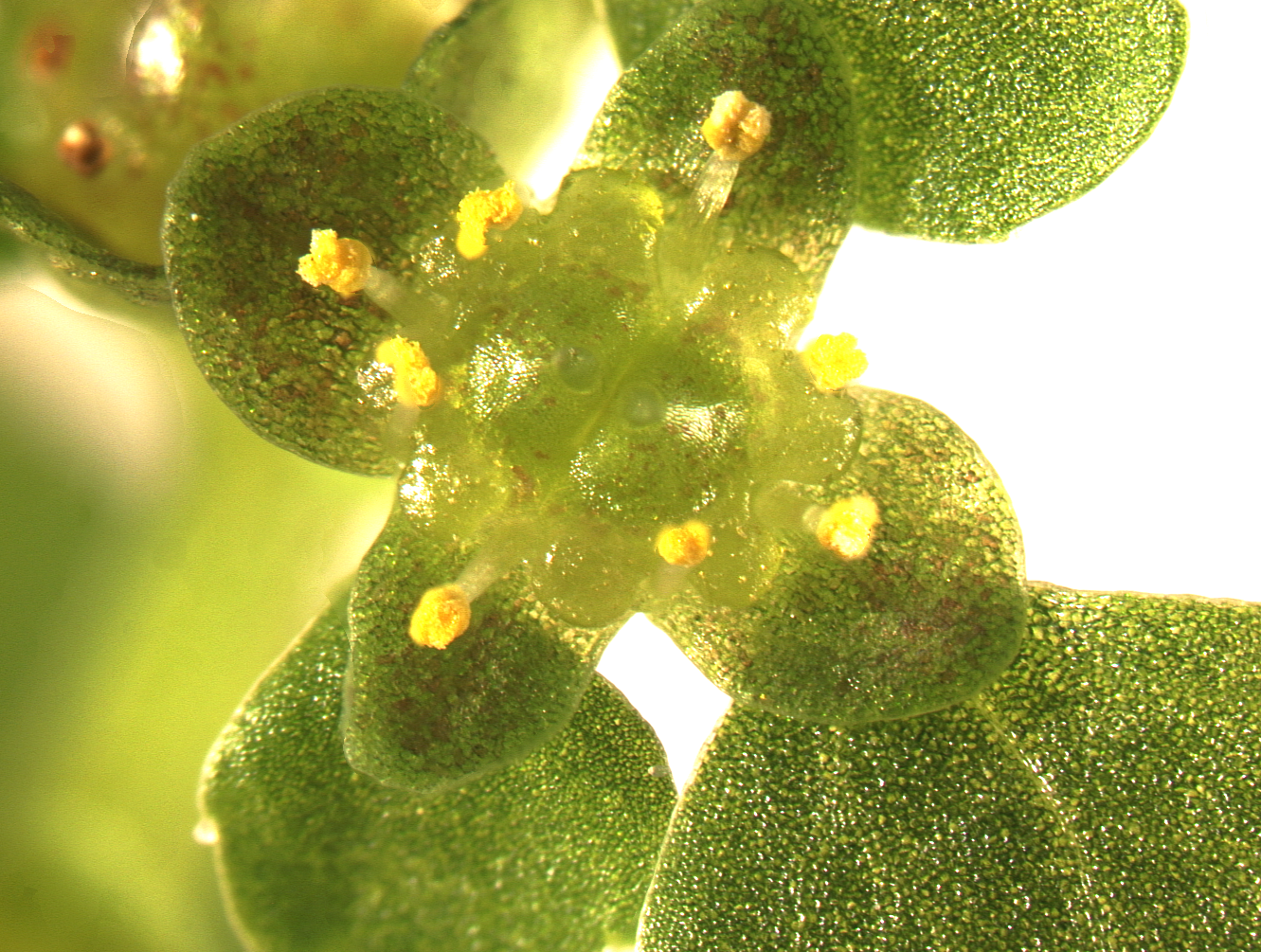